# Bryan L. Stuart
Bryan L. Stuart est un herpétologiste américain.
Diplômé de l'Université de l'Illinois, il travaille au North Carolina Museum of Natural Sciences.
C'est un spécialiste de l'herpétofaune d'Asie du Sud-Est.

## Quelques taxons décrits
- Amolops akhaorum Stuart, Bain, Phimmachak & Spence, 2010
- Amolops compotrix (Bain, Stuart & Orlov, 2006)
- Amolops cucae (Bain, Stuart & Orlov, 2006)
- Amolops daorum (Bain, Lathrop, Murphy, Orlov & Ho, 2003)
- Amolops iriodes (Bain & Nguyen, 2004)
- Amolops vitreus (Bain, Stuart & Orlov, 2006)
- Fejervarya triora Stuart, Chuaynkern, Chan-ard & Inger, 2006
- Hylarana eschatia (Inger, Stuart & Iskandar, 2009)
- Hylarana megalonesa (Inger, Stuart & Iskandar, 2009)
- Hylarana parvaccola (Inger, Stuart & Iskandar, 2009)
- Hylarana rufipes (Inger, Stuart & Iskandar, 2009)
- Laotriton laoensis (Stuart & Papenfuss, 2002)
- Leptobrachium mouhoti Stuart, Sok & Neang, 2006
- Leptolalax aereus Rowley, Stuart, Richards, Phimmachak & Sivongxay, 2010
- Leptolalax melicus Rowley, Stuart, Thy & Emmett, 2010
- Litoria robinsonae Oliver, Stuart-Fox & Richards, 2008
- Odorrana absita (Stuart & Chan-ard, 2005)
- Odorrana aureola Stuart, Chuaynkern, Chan-ard & Inger, 2006
- Odorrana bolavensis (Stuart & Bain, 2005)
- Odorrana geminata Bain, Stuart, Nguyen, Che & Rao, 2009
- Odorrana indeprensa (Bain & Stuart, 2006)
- Odorrana khalam (Stuart, Orlov & Chan-ard, 2005)
- Odorrana melasma (Stuart & Chan-ard, 2005)
- Odorrana orba (Stuart & Bain, 2005)
- Ophryophryne synoria Stuart, Sok & Neang, 2006
- Opisthotropis maculosa Stuart & Chuaynkern, 2007
- Philautus petilus Stuart & Heatwole, 2004
- Rhacophorus vampyrus Rowley, Le, Thi, Stuart & Hoang, 2010
- Tylototriton notialis Stuart, Phimmachak, Sivongxay & Robichad, 2010
- Trimeresurus cardamomensis (Malhotra, Thorpe, Mrinalini & Stuart, 2011)
- Trimeresurus rubeus (Malhotra, Thorpe, Mrinalini & Stuart, 2011)
- Xenophrys lekaguli (Stuart, Chuaynkern, Chan-ard & Inger, 2006)